# Голдберг, Аарон
Aaron Goldberg (род. 30 апреля 1974 г. Бостон, штат Массачусетс) —  американский джаз-пианист. Выпустил пять альбомов в качестве сольного исполнителя, а также выступал и сотрудничал с Джошуа Редманом, Уинтоном Марсалисом, Куртом Розенвинкель и Гильермо Кляйн.
Он начал обучение игры на фортепиано с семи лет, учился у Боба Sinicrope, в Мильтонской академии и у саксофониста Джеррия Bergonzi. В 17 лет, он поступил в «Новую Школу Джаза и Современной Музыки».
Музыка (OAM’s Blues) из альбома Worlds включена в стандартные семплы Windows Vista.

## Биография
Аарон Голдберг родился в Бостоне в семье биохимика Альфреда Голдберга и гематолога Джоан Хелперн Голдберг. У него есть младшая сестра Джули Голдберг. 
В 7 лет начал брать уроки по фортепиано, играть джаз — в 14 лет. Выпускник Milton Academy.
Голдберг переехал в Нью-Йорк в 17 лет, чтобы поступить в «Новая школа джаза и современной музыки», и посвятил своё свободное время занятиям на фортепиано и выступлениям в нью-йоркских клубах. 
После окончания Гарварда в 1996 году со степенью в области истории и науки, Голдберг стал работать с ведущими джазовыми музыкантами Нью-Йорка. Среди которых: Грегори Тарди, Фостер, Эл, Николас Пэйтон, Стефан Харрис, Харрелл Том, и Марк Тернер.
Гольдберг работал с гитаристом Куртом Розенвинкелем в течение двух лет, гастролировал по Южной Америке в 2005 году с Мадлен Пейру и в течение шести месяцев регулярно выступал с квартетом Винтона Марсалиса и джазовым оркестром Линкольн-центра.

## Лучшие Альбомы
- Turning Point (1999)
- Unfolding (2001)
- Worlds (2006)